# All About Money
《All About Money》是奇妙電視HOY國際財經台的一個英語財經節目，由香港有線新聞製作。節目会邀請嘉宾會深入財經分析和探討。
播放初期未設定主播及記者英語口述的英文字幕。

## 節目歷史
- 2018年8月5日，隨HOY國際財經台啟播而開始播映。
- 停播日期不詳

## 播映時間
- 星期日：20:30-21:00

## 主持

### 已離職主持
- 王蘊賢（Isabel Wong）[兼任高級記者 / Senior Reporter]，已離職
- 杜若渝（Diane To），已離職
- Dhruv Tikekar，已離職
- 楊偉雄（Raymond Yeung）
- 馮雪（Chloe Feng）